# Trepsental
Das Trepsental ist das markanteste Seitental des Wägitals im Schweizer Kanton Schwyz.
Von der Alp Trepsen fliesst der Trepsenbach grösstenteils in Richtung Nordwest, bevor er beim Flüebödeli in die Wägitaler Aa mündet. Das Trepsental ist grösstenteils bewaldet, enthält nur einzelne Häuser und ist zugunsten der Land- und Forstwirtschaft mit einer 3.-Klasse-Strasse erschlossen.

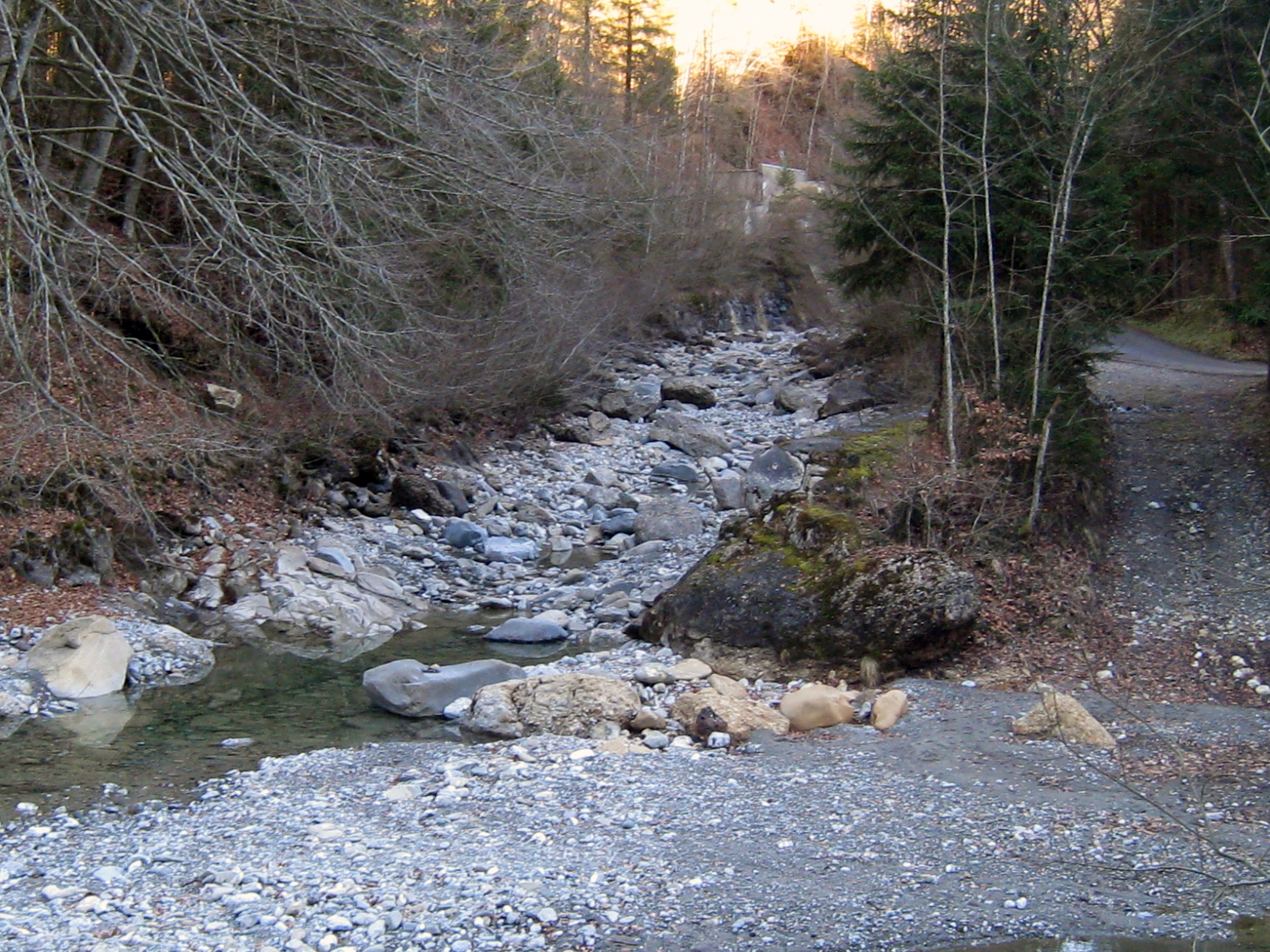
Trepsenbach